# Zamagiria
Zamagiria is een geslacht van vlinders van de familie snuitmotten (Pyralidae), uit de onderfamilie Phycitinae.

## Soorten
- Z. australella Hulst, 1900
- Z. dixolophella Dyar, 1914
- Z. exedra Clarke, 1986
- Z. fraterna Heinrich, 1956
- Z. hospitabilis Dyar, 1919
- Z. ipsetona Dyar, 1919
- Z. kendalli Blanchard, 1970
- Z. laidion Zeller, 1881
- Z. lobata Neunzig & Dow, 1993
- Z. masculinus Dyar, 1919
- Z. petiola Neunzig & Dow, 1993
- Z. pogerythrus Dyar, 1919